# Assunção (Paraíba)
Assunção é um município brasileiro no estado da Paraíba, Região Nordeste do país. Localiza-se na região do sertão do Cariri (Ocidental) Paraibano e ocupa uma área de 132,139 km², sendo que 1 km² está em perímetro urbano. Sua população foi estimada em 4 067 habitantes em 2021.

## História
As terras que constituem o atual município de Assunção originaram-se das sesmarias da família Oliveira Ledo, tendo Ana de Oliveira, pertencente a esta família, fixado uma fazenda na região.
O povoamento do local deu-se no entroncamento da estrada que ligava Taperoá e Salgadinho (Paraíba) à estrada para Patos. Segundo registros, os primeiros habitantes foram José Pedro Diniz e Pio Salvador de Maria.
O distrito foi criado com a denominação de Assunção, pela lei estadual nº 1954, de 17 de janeiro de 1959, subordinado ao município de Taperoá e parte da área chamada Estaca Zero pertecia ao município de Juazeirinho. A emancipação política ocorreu lei estadual nº 5895, de 29 de abril de 1994, desmembrado de Taperoá e Juazerinho. É constituído do distrito sede e a instalação ocorreu em 1 de janeiro de 1997.

## Geografia

### Clima
O município está incluído na área geográfica de abrangência do semiárido brasileiro, definida pelo Ministério da Integração Nacional em 2005. Esta delimitação tem como critérios o índice pluviométrico, o índice de aridez e o risco de seca. Segundo a divisão do Estado da Paraíba em regiões bioclimáticas o município possui bioclima sub-desértico quente de tendência tropical.
A precipitação média anual é de 522mm (Período 1962-1985), 81% das quais concentradas de fevereiro a maio. As temperaturas médias são da ordem de 25 graus.

### Vegetação
A vegetação nativa é a caatinga hiperxerófila do Seridó.

### Hidrografia
O município de Assunção está inserido nos domínios da bacia hidrográfica do rio Paraíba, sub-bacia Taperoá.
Seus principais tributários são os riachos do Junco, dos Frades, Catolé, da Cachoeira, Mucutu, da Canoa, Capim-Açu, dos Ferros, Olho da Serrinha e Quixelô, a maioria de regime intermitente. Conta com os açudes Seridozinho e as lagoas da Maçaranduba, dos Frades, da Serra Branca, do Cavalo e dos Tanques.

### Economia
A base econômica do município é a agricultura e a pecuária. Os principais produtos agrícolas são o caju, manga, acerola e umbu. Na pecuária, destacam-se as criações de caprinos e bovinos. Há também uma extração de Caulim  como contribuição na economia e uma participação menor da ovinocultura e da avicultura.